# Schmiedlaine
Die Schmiedlaine ist ein Zufluss des Lainbachs auf dem Gemeindegebiet von Benediktbeuern im bayerischen Landkreis Bad Tölz-Wolfratshausen. Der Bach entspringt am unteren Nordhang der Glaswand, dem westlichen Nachbarberg der Benediktenwand, und verläuft mit einer Länge von unter 5 km in überwiegend nördlicher Richtung.
An ihm liegen die 25 m hohen Lainbachfälle. Dort stürzt die Schmiedlaine über zwei Stufen herab und schließt dabei eine bemerkenswerte Formation von Raibler Schichten auf. Die Stelle wird deshalb vom Bayerischen Landesamt für Umwelt als wertvolles Geotop eingestuft.
Diese Wasserfälle sind nicht zu verwechseln mit den unweit gelegenen Lainbachfällen eines anderen Gewässers, des auch Lainbach genannten Laingrabens im Gemeindegebiet von Kochel am See, der über den Kochelsee in die Loisach entwässert.
Früher wurde auf der Schmiedlaine Holz getriftet.